# 재클린 매켄지
재클린 수전 매켄지(영어: Jacqueline Susan McKenzie, 1967년 10월 24일 ~ )는 오스트레일리아의 배우이다.

## 출연 작품
- 딥 블루 씨
- 말리그넌트 - 플로렌스 위버 박사 역